# Карагеоргій
Георгій Петрович (серб. Ђорђе Петровић, Đorđe Petrović), відоміший як Карагеоргій (Карађорђе, Karađorđe) ( 16 листопада 1762 — 13 липня 1817) — лідер Першого сербського повстання проти Османської імперії, засновник династії Карагеоргієвичів. Національний герой країни. При народженні одержав ім'я Георгій (Ђорђе), прізвисько Карагеоргій (тобто Чорний Георгій) він отримав через свою темну зовнішність і запальний характер.

## Походження і раннє життя

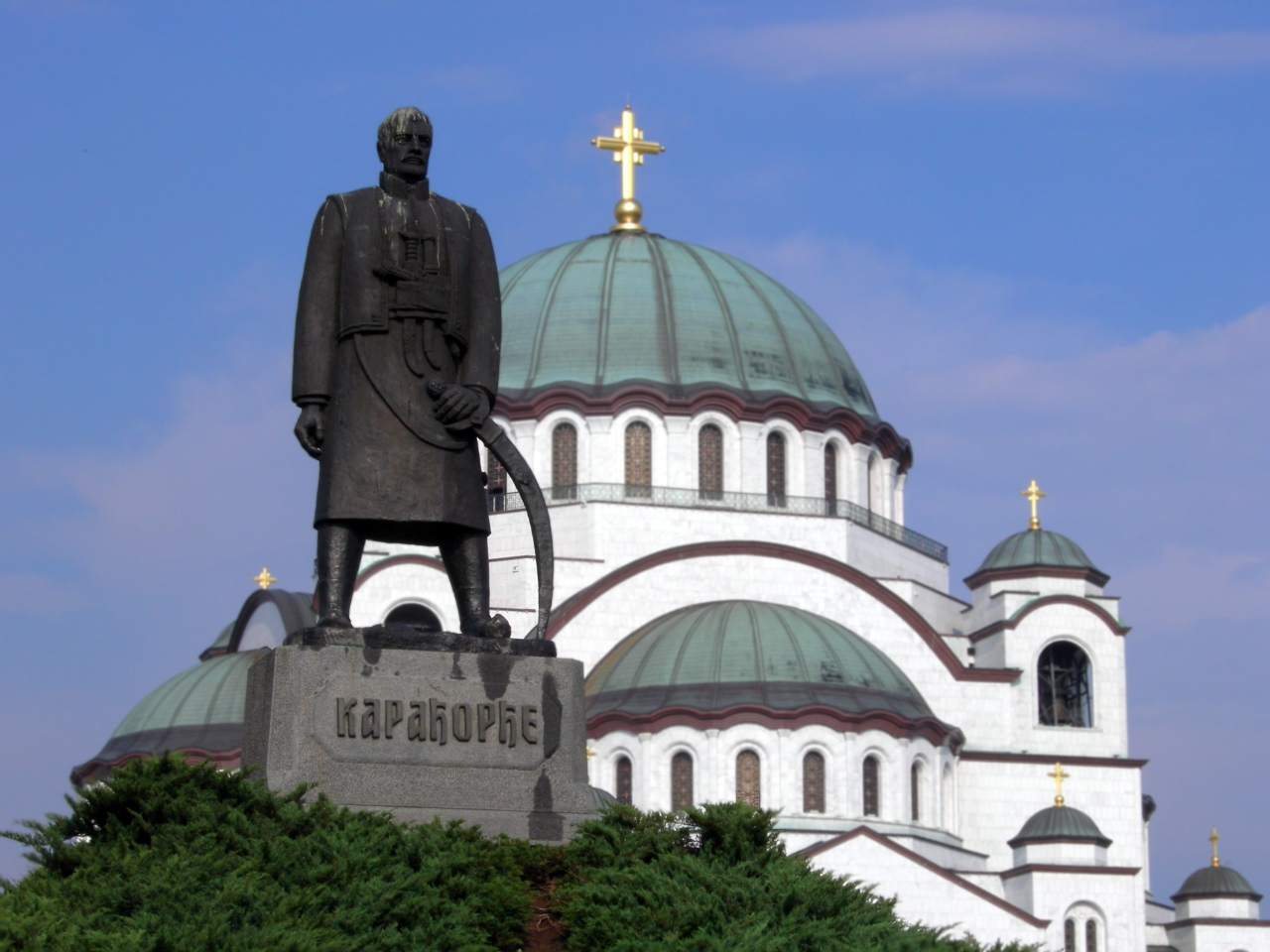
Пам'ятник Карагеоргію перед фасадом храму Святого Сави в Белграді

Георгій народився 16 листопада 1762 року в селі Вішевац, яке знаходилося недалеко від міста Рача в Крагуєвацькому окрузі(центральна Сербія)тоді частина Османської імперії, зараз Шумадійський округ. Походив із бідної селянської родини. Його батька звали Петро, а матір Маріца (до шлюбу Живкович). По батьківській лінії предки Карагеоргія були родом з Чорногорії, звідки його дід Йован переїхав до Вішевац, а його брат Радак в Мраморак. Вішевацька гілка сім'ї стверджувала, що походить від династії Неманичів (правили середньовічною Сербією в 1166—1371 роках). Через фінансові труднощі Карагергій був змушений працювати на багатих сербів і османів.
У 1785 році він одружився з Єленою Йованович. Єлена походила з багатої сім'ї, тому її батьки були проти шлюбу з бідним Карагеоргієм, але це не завадило їм одружитися. Після весілля вони недовго жили в Сербії. Причиною втечі було «право першої ночі», яке по закону надавалося місцевому османському правителю, з чим Карагеоргій не погодився й убив його. Під час втечі Карагеоргій убив свого батька. Причиною цього вчинку історики вважають, було те, що батько довгий час працював на османів і закликав сина повернутися і служити Османській імперії. У 1796 році після повернення в Сербію Карагеоргій розкаявся і попросив вибачення у народу і священників.

## Австро-турецька війна
У війні Австрії з Османською імперією у 1787 році Карагеоргій воював на боці австрійців в чині підофіцера. Брав участь в проваленій атаці на Белград і в боях у Південній Сербії. Тут він отримав достатній військовий досвід, який знадобиться йому в майбутньому під час сербського повстання. У середині 1791 було укладено мир, Карагеоргій отримав медаль за хоробрість. Був включений до гайдуків, і очолював велике Гайдуцьке військо, але в 1794 році військо було розпущено. Деякий час Карагеоргій з родиною жив мирно в Тополі.

## Перше сербське повстання
Наприкінці XVIII-початку XIX століття дахи — ватажки яничарів — повстали проти султана і захопили владу в Белградському пашалику. Погіршилось ставлення османів до сербського народу. Яничари творили сваволю, всякий опір придушували. Приводом для Першого Сербського повстання стала подія, яку називають «Стратою Князів» (Січа Князова). Були страчені народні вожді, дворяни, священники, багаті торговці та колишні повстанці. Карагеоргій був оповіщений про страту в останні хвилини та зміг уникнути смерті, влаштувавши засідку зі своїми людьми й убивши всіх османів, посланих вбити його. У відповідь на страти 15 лютого 1804 серби зібралися в Орашаці, де Карагеоргій був призначений керівником повстання. Повстанці зібралися швидко підняти заколот. Спочатку під приводом звільнення від дахів, але після битви під Іванковацом в 1805 році повстанці почали відкритий бій, щоб повалити владу османського султана. У березні цього ж року Карагеоргій був офіційно призначений військовим лідером Сербії, самопроголошеним вождем. Карагеоргій особисто розмовляв з народом, обговорював з іншими вождями план повстання. Карагеоргій наполіг, щоб дахі покинули Белград. Досягнувши цього, він скасував феодалізм у звільнених районах Сербії та встановив своє військове управління і призначив вождів на місцях, дахі були схоплені та страчені. Османський уряд вітав повстання проти дахів і вирішив встановити нового пашу в Белграді. Однак Карагеоргій і серби, які скуштували плоди свободи, не пустили нового пашу у звільнені райони й розбили його армію в битві під Іванковацом в 1805 році. Ця битва означала поворот подій, з цього часу повстання перестало бути бунтом проти терору дахів і стало війною за свободу проти Османської імперії. Повстанці здобули кілька перемог, у тому числі в битвах під Деліградом, Белградом у 1806, під Шабацом і Ужицем в 1807. У 1806 представник повсталих сербів Петро Ічко був посланий в Стамбул для переговорів з османським урядом. Там він зумів домогтися вигідного для повсталих миру. Однак Карагеоргій зволів відректися від цього договору на користь дружби з Російською імперією, яка вступила у війну проти Османської імперії.

## Кінець повстання
У 1812 році Російська імперія, вступивши у війну з Наполеоном, була змушена укласти мирний договір з Османською імперією, тим самим залишивши Карагеоргія наодинці у боротьбі проти османів. Під командуванням Куршид-Паші у липні 1813 року на Сербію рушили три османські армії — із Заходу, Сходу та Півдня. У те літо Карагеоргій хворів на якийсь тиф. Військом повсталих керував воєвода Младан Милованович. Коли вождь дізнався про те, що османи переходять річку Морава й рухаються в бік Белграда, а також взяли в осаду місто Шабац, то вирішив спільно з російським представником перейти до Австрії.

## Життя у вигнанні
У вересні 1814 року Карагеоргій разом із сім'єю та іншими сербськими старшинами вирушив до Російської імперії. Для поселення їм було визначено місто Хотин, куди вони прибули в листопаді 1814. Дещо пізніше Карагеоргій вступив у зносини з керівництвом грецьких повстанців. Сербський вождь спільно з греками розпочав планування загального повстання на Балканах, проти османів. Після перемоги повсталих планувалося створити велику балканську державу за прикладом Візантії. Карагеоргій був обраний вождем цього нового повстання, і таємно в липні 1817 повернувся до Сербії. Його сім'я залишилася в Хотині.

## Повернення до Сербії та смерть
Після повернення сербський вождь з'явився у свого кума, смедеревського князя Вуіци. Той його сховав у селі Радованський луг. Карагеоргій попросив кума повідомити Мілоша Обреновича, який на той час став сербським князем, про причини його повернення і домовитися про зустріч з ним. На світанку 25 липня 1817 у села Радованський луг біля Смедерево Карагеоргій був підступно убитий уві сні, через владу людьми Мілоша Обреновіча. Він до кінця вірив своєму кумові Вуіці, який не попередив його про змову. Голова Карагеоргія була доставлена князю Мілошу Обреновичу, який в знак вірності відправив її османському наміснику. Потім голову вождя відправили в Стамбул. Тіло Карагеоргія закопали в селі Радованський луг. У 1930 році тіло вождя було перенесено в Тополу, родову усипальницю Карагеоргієвичів. З цього часу розпочалася боротьба за владу між династіями Карагеоргієвичів і Обреновичів, яка тривала понад 100 років.

## Карагеоргій у мистецтві
О. С. Пушкін
(В оригіналі на російській мові): «Дочери Карагеоргия».
«Гроза луны, свободы воин,
Покрытый кровию святой.
Чудесный твой отец, преступник и герой,
И ужаса людей, и славы был достоин.
Тебя, младенца, он ласкал: На пламенной груди рукой окровавленной;
Твоей игрушкой был кинжал —
Братоубийством изощренный….
Как часто, возбудив свирепой мести жар,
Он, молча, над твоей невинной колыбелью: Убийства нового обдумывал удар —
И лепет твой внимал, и не был чужд веселью…
Таков был: сумрачный, ужасный до конца.
Но ты, прекрасная, ты бурный век отца: Смиренной жизнию пред небом искупила:
С могилы грозной к небесам: Она, как сладкий фимиам,
Как чистая любви молитва, восходила.»
Фільм «Карагеоргій або життя і діяння безсмертного вождя Карегеоргія», поставлений в 1911 році актором-коміком і режисером Національного театру в Белграді Чічой Ільєю Станоєвічем за участю французького оператора Луї де Бери та акторів Національного театру, є першим балканським фільмом. Як і в більшості перших національних фільмів, вибір героя визначався менталітетом нації. І якщо в Росії це був кривавий «польовий командир» Разін («Понизова вольниця»), то в Сербії ним став Георгій Чорний (Карагеоргій), чия доля і посмертна слава типові для ідеалістично налаштованих борців за незалежність, будь то шотландець Уоллес або чеченець Дудаєв.
Зроблений в ту пору, коли європейський кінематограф, в пошуках нових тем, звернувся до театру, поставлений театральним режисером, на основі популярної в той час п'єси, «Карагеоргій», звичайно ж, несе на собі всі «гріхи» того часу — підкреслено театральну, фронтальну композицію кадру, перебільшення жестів в з'єднанні з «живими картинами», і навіть — у фіналі — прощальне розкланювання акторів. Але водночас всі ці моменти дивним чином підходять до жанру «кіножитія», яким, власне, і є «Карагеоргій». Зроблена «на замовчуванні» сцена битви, в якій оператор зумів органічно включити в дію «постійну біду» перших кінематографістів — бродячого собаку, застосувавши для цього рух камери, справляє більше враження, ніж показана «впряму».
Цікаво, що на відміну від «Понизової вольниці», яка робила міф про Разіна і персіянку — фактом реальності, «Карагеоргій», навпаки, спростовує найбільш «барвисті», і тому вкорінені в народній свідомості, міфи. І з'ясовується, що Георгій убив не «батька рідного», (як написав у своїй «Пісні про Георгія Чорного» А. С. Пушкін), а вітчима-зрадника.
Фільм про Національного Героя, «Отця Сербів», користувався популярністю у глядачів, і два роки опісля, в 1913 році був доповнений документальними кадрами відкриття монумента Карагеоргію в Белграді. На жаль, майже вісім десятків років цей фільм вважався втраченим, і був виявлений і відновлений тільки у 2003 році. Співробітниками Югославського кіноархіву були відновлені втрачені інтертитри на основі тексту п'єси та народних пісень, які лягли в основу фільму.